# ティモールプレート

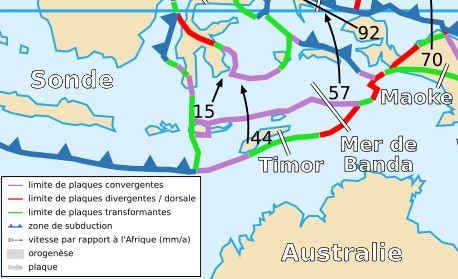
ティモールプレート

ティモールプレート（英: Timor Plate）は、東南アジアのティモール島周辺に位置する小規模なプレートである。ティモール島およびその周辺諸島を含んでいる。プレートの南側でオーストラリアプレートが沈み込んでおり、また東側では小規模な発散型境界が存在している。また北側にはバンダ海プレートとの間に収束型境界が存在し、西側はトランスフォーム断層である。